# بيافرا

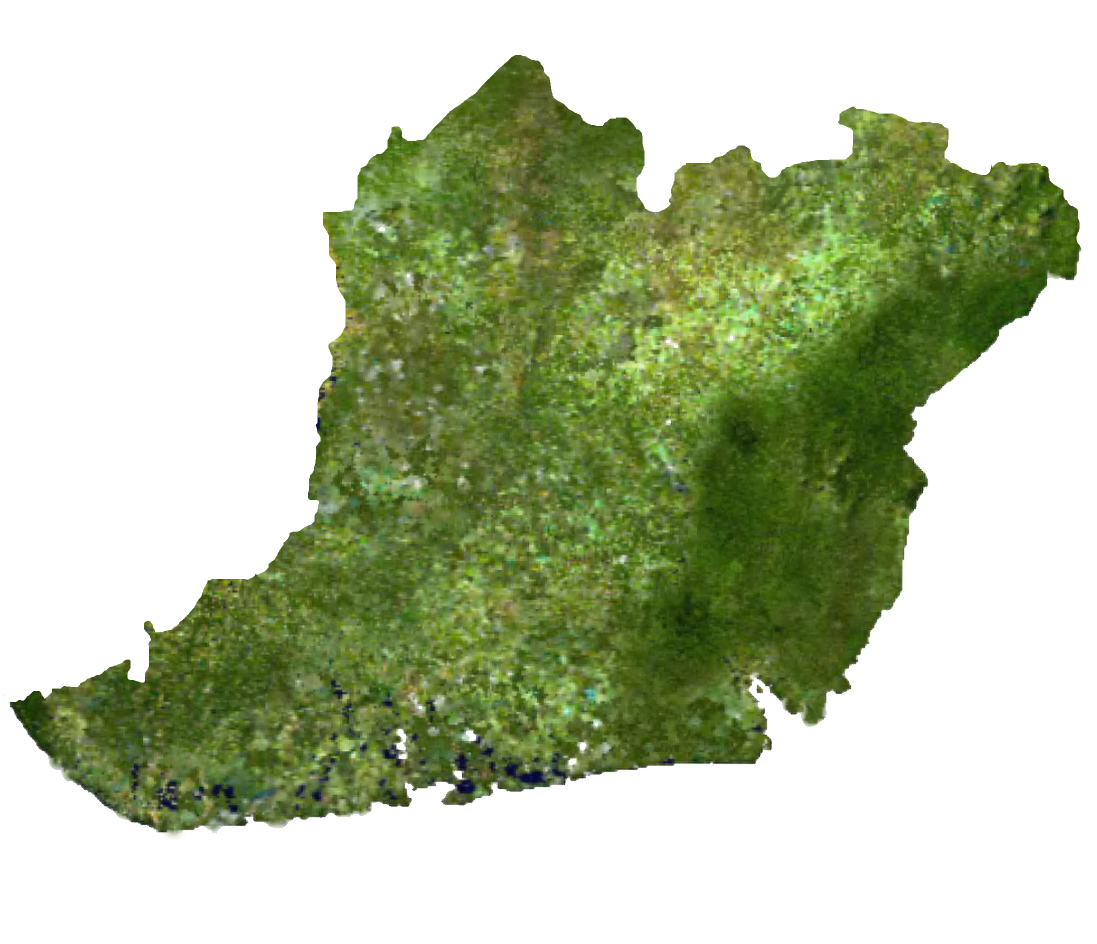
صورة فضائية لجمهورية بيافرا السابقة

جمهورية بيافرا (بالإنجليزية: Republic of Biafra) هي دولة انفصالية سابقة دامت من 30 مايو 1967 حتى 15 يناير 1970. نشأت عندما حاول سكان إقليم بيافرا الانفصال عن نيجيريا وتكوين دولة مستقلة خاصة بعرقية شعب الإغبو في فترة الحرب الأهلية النيجيرية. وقد حصلت الجمهورية الانفصالية على اعتراف عدد قليل من الدول وهم هايتي والجابون وساحل العاج وتنزانيا وزامبيا. وقد دعمت إسرائيل الانفصاليين البيافريين بإمدادهم بالأسلحة السوفييتية الصنع التي استولت عليها من العرب. وكذلك دعمت البرتغال الانفصاليين نكاية في نيجيريا الداعمة لاستقلال المستعمرات البرتغالية في أفريقيا. و كانت جزيرتي ساو تومي وبرينسيب البرتغاليتين قاعدة للامدادت الإنسانية للدولة وكانت معظم مكاتب التمثيل الإارجي لجمهورية بيافرا توجد في لشبونة وكذلك تم طبع العملة المحلية لبيافرا في لشبونة.

## الحرب
اعتبرت الحكومة المركزية النيجيرية مشروع جمهورية بيافرا بأنه حركة انفصالية تهدد وحدة نيجيريا وسلامة أراضيها، فأصدرت الأوامر إلى القوات العسكرية بالتوجه إلى إنوغو عاصمة الإقليم الشرقي لإنهاء الحكم الانفصالي بعد أن اتهمت بريطانيا والولايات المتحدة بتقديم التسهيلات لتجار السلاح الغربيين بتزويد حكومة بيافرا الانفصالية بالمعدات الحربية والأسلحة. بدأت الحرب بين الطرفين في 30 يونيو 1967 وأحرزت في البداية القوات الانفصالية التقدم في الإقليم الغربي. لكن القوات الإتحادية تغلبت في النهاية وانهارت المقاومة الانفصالية في سبتمبر من عام 1969 وأخذت قوات بيافرا تتراجع وباتت لا تسيطر على أكثر من 8 الآف كلم² خصوصاً أن الإقليم الشرقي استقبل مايزيد على المليون من الإيبو الذين فروا من سائر أنحاء البلاد، ودخل الإتحاديون مدينة إينوغو في 10 يناير 1970 وغادر زعيم الانفصالين (أوجوكو) البلاد واستسلم الانفصاليون. ظهر أوجوكو بعد أسبوع في ساحل العاج وهي إحدى الدول الإفريقية التي اعترفت بدولة بيافرا الانفصالية إضافة إلى جنوب أفريقيا وروديسيا كما أن فرنسا كانت تعطف على الحركة الانفصالية وتسعى لدعمها. قطعت نيجيريا علاقاتها مع هذه الدول ثم استؤنفت في اكتوبر سنة 1971 م.
بدأت المؤسسات الغربية والتبشيرية تتحدث عن المذابح الجماعية وعن المجاعات في الإقليم الشرقي وأذاعت أنه قد مات بالحرب والمجاعة مابين 500,000 إلى مليون شخص جلهم من قبائل الإيبو، وبدأت ترسل المساعدات إلى الإقليم الشرقي، وأعلن (غاون) أن نيجيريا ترفض هذه المساعدات أنها ستتكفل بالأمر وأن كل ما تتحدث به الدوائر الأجنبية إنما هو عار عن الصحة وليس هناك من مجاعة بالشكل الواسع الذي تصوره الدعايات والأذاعات وأن عفواً سيصدر عن الذين غرر بهم واشتركوا بحركة الانفصال.

## الجغرافيا
تتألف جمهورية بيافرا من أكثر من 29,848 ميل مربع (77,310 كـم2) من الأراضي، ولها حدود برية مشتركة مع نيجيريا من الشمال والغرب، ومع الكاميرون من الشرق. يقع ساحلها على خليج غينيا جنوب المحيط الأطلسي في الجنوب. يحد شمال شرق البلاد تلال بينو والجبال التي تؤدي إلى الكاميرون. تتدفق ثلاثة أنهار رئيسية من بيافرا إلى خليج غينيا: نهر إيمو، ونهر كروس، ونهر النيجر.
تغطي أراضي جمهورية بيافرا في الوقت الحاضر الولايات النيجيرية المعاد تنظيمها مثل ولاية اكوا ايبوم، ولاية ريفرز،
ولاية كروس ريفر، ولاية بايلسا، ولاية إبونيه، ولاية إينوغو، ولاية أنمبرة، ولاية إيمو، ولاية أبيا، وولاية دلتا. وولايتي كوجي وبنوي الجنوبية.